# Goliathus cacicus
Goliathus cacicus – gatunek chrząszcza z rodziny Scarabaeinae z podrodziny Cetoniinae.

## Występowanie
Występuje głównie w Wybrzeżu Kości Słoniowej, Nigerii, Burkina Faso i Sierra Leone.

## Opis gatunku

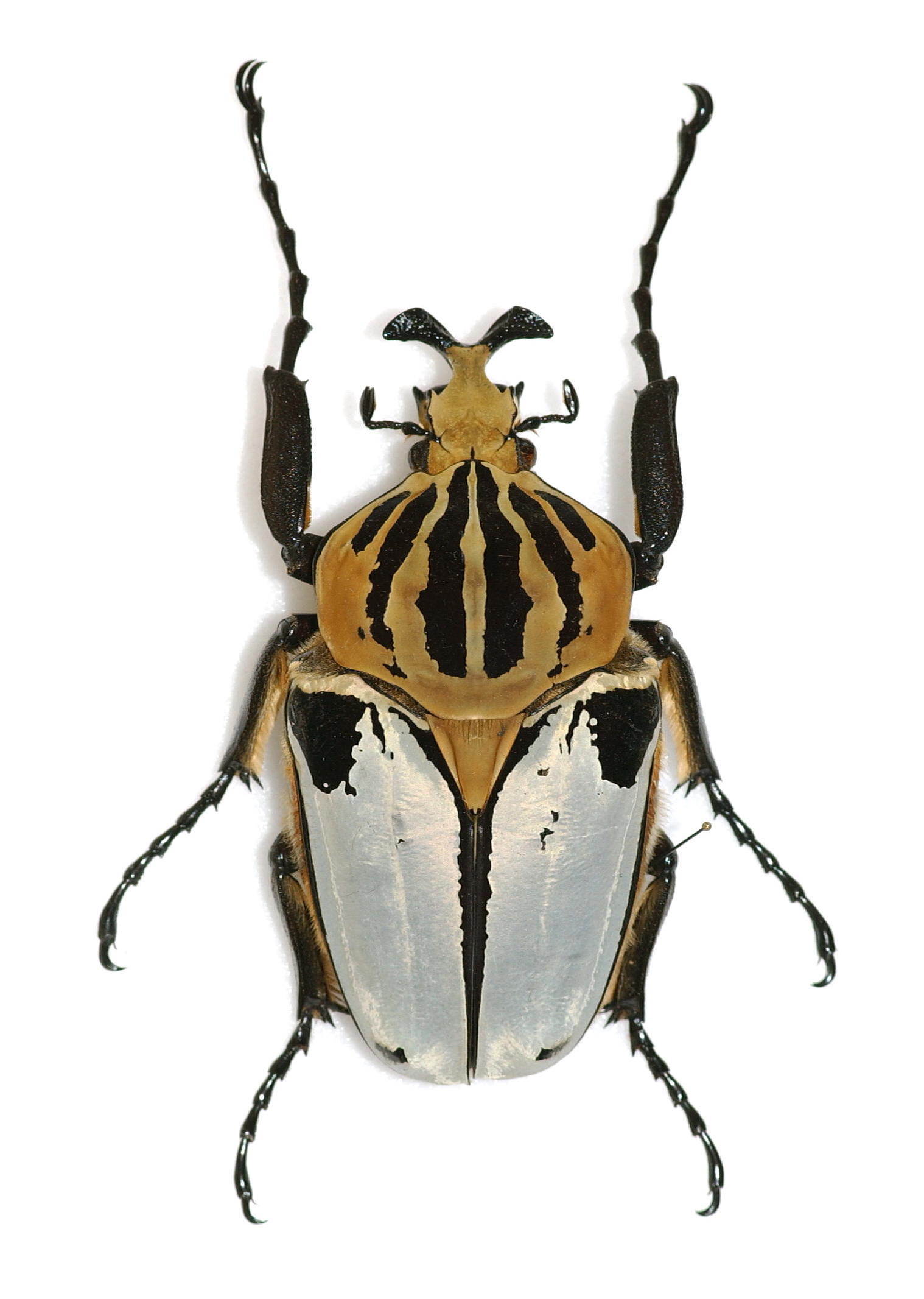
Samiec

Goliathus cacicus jest jednym z pięciu gatunków z rodzaju Goliathus, rzadszy od Goliathus goliatus. Żywią się głównie sokami drzewnymi oraz owocami. Osiąga długość od 5 do 10 cm (samiec) oraz 5 do 7,5 cm (samica). Przedplecze jest pomarańczowe z czarnymi podłużnymi paskami podczas gdy pokrywy są w większości białe.